# Renate Boy
Renate Boy, nacida como Renate Boy-Garisch-Culmberger (Baltisk, Unión Soviética, 24 de enero de 1939 - Börgerende-Rethwisch, Alemania, 5 de enero de 2023) fue una atleta alemana de origen soviético, especializada en la prueba de lanzamiento de peso en la que llegó a ser subcampeona olímpica en 1964.

## Carrera deportiva
En los JJ. OO. de Tokio 1964 ganó la medalla de plata en el lanzamiento de peso, con una marca de 17.61 metros, siendo superada por la soviética Tamara Press que con 18.14 m batió el récord olímpico, y por delante de otra soviética Galina Zybina (bronce con 17.45 metros). Ese mismo año fue distiguida con la Orden Patriótica al Mérito de Bronce.